# 科威特石油集團公司
科威特石油集團公司（阿拉伯语：‎）是一家科威特的國家石油公司，總部位于科威特城，在1980年1月27日成立，合并其国内的其他石油公司，使政府得以有效控制這些石油公司。
科威特石油集團公司（Kuwait Petroleum Corporation)位于石油王国之称的科威特，作为一个保护性组织，其为了管理科威特迅速分化的石油利益于1980年成立。
科威特石油集團公司及其八个子公司提供一系列全面的综合服务。每个公司或子公司都经营不同的石油服务业务：从岸上到海上石油勘探和生产；炼油、石油化工业务；当地和国际石油制品及衍生物销售和零售；海上运输等。
科威特石油集團公司是一家以商业贸易为基础的国有经济公司。它是世界主要石油和天然气公司之一，其商务活动主要集中在石油勘探、生产、炼油、销售、石化产品和运输。

公司拥有的石油资源，位于石油储藏量占世界总储量75%的地区.
科威特的原油独一无二，其稳定和卓绝的品质使得它成为精炼高品质基础油和其他石油衍生物的最佳原料。由于严格控制原材料，我们能够保证产品质量无人能敌，正因为如此，我们的客户才会充分信赖我们产品的质量和性能。
KPC每天开采原油250万桶，以现在的消费速度，科威特石油公司的储藏量可持续开采190年

在一些國家，該公司的產品會以附屬公司Q8的名義出售。

## 外部連結
- http://www.kpc.com.kw （页面存档备份，存于） 官方網頁
- http://www.q8.com/ （页面存档备份，存于）  官方網站
- http://www.okq8.se/ （页面存档备份，存于）  瑞典網站
- http://www.zawya.com/cm/profile.cfm?companyid=159264 （页面存档备份，存于）  公司資訊並附有連往附屬公司的連結